# Silvio Graziadio Cusin
Silvio Graziadio Cusin (Trieste, 4 agosto 1922 – Trieste, 23 ottobre 2013) è stato uno psicoanalista italiano formatosi in ambito junghiano.
È stato docente universitario a Milano e Trieste. Ha diretto per 13 anni come psicologo ospedaliero il Servizio di Psicologia degli Ospedali Riuniti di Trieste. È stato uno dei pionieri della psicologia del lavoro sviluppando i test di personalità nel contesto italiano.

## Biografia

### Anni giovanili
Nato a Trieste nel 1922, si diploma presso il Liceo Dante Alighieri. All'interno della sua famiglia trovano spazio opinioni diverse. Durante gli anni del Fascismo subisce l'influenza di un insegnante antifascista e mazziniano, di cui ammirò il coraggio.
Fin da giovanissimo Cusin manifesta enorme interesse per i più svariati campi del sapere. In particolare è attratto dalla cultura ebraica. Durante la guerra si iscrive prima alla facoltà di Filosofia dell'Università di Roma, alla Gregoriana e poi dal 1944 all'Università di Firenze.
Tra le materie, quella che più lo attrae e modifica i suoi interessi è il corso di Psicologia tenuto dal prof. Alberto Marzi, che parla anche di Alfred Adler e Carl G. Jung, non potendo parlare se non per brevi cenni di Sigmund Freud in quanto ebreo. In seguito ad una critica all'Università contro il regime fascista, è costretto a lasciare Firenze. Rientra a Trieste tra molte difficoltà economiche. Gran parte degli amici e conoscenti non sono più a Trieste.
Cusin in questo periodo, attraverso l'amico Amos Chiabov, conosce importanti personalità impegnate nella lotta contro il nazi-fascismo come Bruno Pincherle e Ercole Miani. Cusin diventa negli anni Quaranta il referente a Trieste di una cellula antifascista di cui fanno parte anche amici come Fausto Venezian, Cesare Vivante, Alberto Rosenwasser. Nel 1943 entra a far parte del Partito d’Azione e nel 1946 gli viene concessa la qualifica di tenente Partigiano.
Nel febbraio 1944 dovendo assolvere il richiamo alla leva si arruola nella nascente Guardia Civica su invito del podestà Cesare Pagnini. Dal 30 aprile al 2 maggio 1945 con il C.L.N. partecipò all’insurrezione e liberazione di Trieste. Subito dopo fugge in maniera fortunosa da Trieste, occupata dagli Jugoslavi, e raggiunge la Brigata Osoppo ed è in quell'occasione vittima di un’imboscata notturna con gravi conseguenze: la camionetta inglese su cui lui è a bordo finisce contro un camion di Titini. Viene portato in fin di vita all'ospedale di Cividale del Friuli a causa di ferite allo stomaco, fegato e cistifellea.

### L'alpinismo
Tra il 1945 e il 1946 ha una lunga e difficile convalescenza in cui deve ricorrere ad una pesante somministrazione di farmaci antidolorifici. Il giovane Cusin supera il difficile momento attraverso l'alpinismo e così pur essendo gracile, sofferente di vertigini e paura del vuoto, senza precedenti esperienze, inizia a fare alpinismo. Entra nel gruppo Valrosandra e arrampica a fianco di Spiro Dalla Porta Xydias. Fra le sue cime il Campanile di Val Montanaia, la Grande di Lavaredo, lo Spigolo Delago, le Torri Stabeler delle Vajolet, il Catinaccio e le Alpi Giulie.

### Studioso di psicologia
Tornato agli studi, tra le materie di suo interesse sono la Filosofia Teoretica, lo scrittore Carlo Michelstaedter, l'Esistenzialismo, Platone, la Storia delle Religioni. Sviluppa una grande attenzione in particolare per il Buddhismo (il “Nirvana” e il “Paranirvana” così come descritti nei “Mahaparanirvana Sutta”), per il Cristianesimo e l'Ebraismo.
Nel 1946-47 passa all'Università di Trieste. Dopo la fine della Seconda Guerra mondiale Trieste è oggetto di tensioni e rivendicazioni territoriali. Tale situazione influisce sullo stato d'animo di Cusin il quale sente molto minacciata la sua città.
Ritrova lo psichiatra Amos Chiabov (noto anche per il suo impegno politico e per l'amicizia con Bruno Pincherle), che ha anche interessi rivolti verso la psicoanalisi (aveva iniziato un’analisi con Cesare Musatti) e che gli offre uno stage nell'Ospedale Psichiatrico. Vi resta sei mesi svolgendo una ricerca su alcuni pazienti affetti da forme di psicosi di guerra, cui veniva somministrato un farmaco, il Penthotal, per farli entrare in uno stato di leggera narcosi che permettesse loro di parlare. In ospedale psichiatrico vi sono anche tubercolotici psicotici: schizofrenici, paranoici, catatonici. Tra essi incontra anche il famoso pittore Vito Timmel, esponente della Scuola di Monaco. 
Sono i casi di catatonia, in particolare, che lo attraggono per l'estrema regressione che presentano e che richiamano alla mente in lui le tesi di Alfred Adler e Sigmund Freud sulla volontà di potenza. Leggendo un articolo di Marco Levi Bianchini su un caso di catatonia, comincia a sviluppare l'idea della sua tesi di laurea. Siamo nel 1953 e Silvio Cusin si laurea in lettere e filosofia, alla facoltà di Trieste, con una tesi su “Il problema della volontà di potenza nella psicologia di Alfred Adler” (pubblicata nel libro “Sessualità e conoscenza”).
Mentre inizia a lavorare presso la scuola speciale per frenastenici di Villa Giulia, viene accettato come volontario presso il reparto di Neurologia diretto da Marino Gopcevich (1899-1965), primario che fondò la divisione neurologica dell'Ospedale di Trieste.
Gli aiuti sono Fulvio Tuvo e Nestore Morandini, con cui Cusin pubblica un lavoro su un caso di sifilide ereditaria da cui era affetto un operaio, che aveva perso la sensibilità tattile. Il paziente venne sottoposto ad elettroencefalogramma, a colloqui clinici e al Test di Rorschach per vedere l'interazione della componente organica e psicologica.
Nel frattempo Cusin viene chiamato da Gaetano Kanizsa, docente di psicologia all'Università di Trieste, che aveva preso il posto che fu a suo tempo di Vittorio Benussi (maestro di Cesare Musatti), per svolgere una ricerca sull'ansia nei pazienti pre-chirurgici attraverso l'utilizzo del Test di Rorschach. Cusin sceglie di adottare la notazione di Bruno Klopfer per interpretare il Rorschach e si fa spedire il materiale dall'America.

### Psicologo del lavoro
Nel 1955 Cusin risponde ad un annuncio del Corriere della Sera che cerca per Milano uno psicologo interessato alla selezione di “manager”. Inizia così un'esperienza nell'ambito della psicologia del lavoro, che lo porterà a collaborare con la Pirelli e Mediobanca (Progredi): si occupa di selezione, “head-hunting”, “management”, formazione, ricerca motivazionale (ricerca qualitativa sui comportamenti di consumo).
Lui come altri all’epoca credevano molto nella motivazione al potere, al successo e all’affiliazione, intesi come achievement, come dominance, per appassionare le persone al lavoro e farle collaborare. Cusin è, all’epoca, l’unico psicologo della Pirelli. Utilizza il Test di Rorschach, il D48 (test di intelligenza generale e di logica razionale), il 16 PF, test per la tecnica della valutazione della qualità dell’achievement. La psicotecnica all’epoca veniva utilizzata solo per gli operai.
All’epoca collabora anche con Gino Pagliarani. Di questo periodo è anche l'attività di docenza presso la Clinica del Lavoro della facoltà di Medicina dell'Università Statale di Milano, che conteneva una specializzazione in Psicologia Clinica.
Laura Tremelloni, medico chirurgo specialista in psichiatria e psicoterapista ad orientamento psicoanalitico, invita Cusin a partecipare ad un gruppo con Severino Rusconi. Rusconi, considerando che Cusin ha molta esperienza e segue casi privatamente, gli suggerisce di entrare in un suo gruppo di supervisione di casi con il Metodo Balint. La partecipazione al gruppo di Rusconi durerà cinque anni e viene definita da Cusin come una esperienza fondamentale e altamente formativa dal punto di vista clinico e psicoanalitico, essendo il gruppo molto centrato sulla relazione con il paziente e sui sentimenti controtransferali del terapeuta.

### Psicologo all'ospedale di Trieste
Cusin viene chiamato a Trieste da Claudio Bevilacqua, direttore degli Ospedali Riuniti di Trieste, a dirigere il primo Servizio di Psicologia italiano con la collaborazione di un assistente. Cusin propone gruppi clinici (ispirati al modello di Michael Balint) per i medici, infermieri e psicologi. Nel frattempo era diventato membro dell'Associazione AMIGB (Associazione medica italiana Gruppi Balint) inizia a collaborare con tutti i reparti dell'Ospedale. In Nefrologia svolge e pubblica ricerche sui pazienti in dialisi.
A Trieste Cusin incontra anche Franco Basaglia, con cui collabora: li unisce la passione per il test di Rorschach, su cui Basaglia ha pubblicato numerosi lavori. La collaborazione proseguirà anche nella presa in carico congiunta di pazienti nevrotici e psicotici dell'ospedale, svolgendo anche ricerche sul senso di colpa sociale nei malati di mente e sulla divisione in tipologie dei pazienti fra coloro che si sentono protetti dall'Istituzione e quelli che la vivono come persecutoria.
In questo periodo sempre la Tremelloni invita Cusin ad unirsi ad un’analisi “in gruppo” tenuta da Salomon Resnik a Venezia.

### Analista junghiano
Cusin sceglie come analista personale Franco Michelini Tocci, analista membro ordinario dell' A.I.P.A. (Associazione Italiana di Psicologia Analitica), la prima storica società junghiana italiana di cui fa parte anche Severino Rusconi che ne è fra i fondatori. Dopo l'analisi personale deciderà di intraprendere il “training” per diventare analista junghiano e incontrerà nei colloqui di ammissione anche Dora Bernhard, analista di spicco e moglie del fondatore della psicologia analitica in Italia. La formazione continuerà, oltre che con Rusconi, anche con Mariella Loriga Gambino fino a diventare analista membro ordinario.

### I test di personalità
Cusin, insieme a Marcello Novaga, porta in Italia, tradotto e standardizzato, il test del 16PF di Cattel, il metodo di Bruno Klopfer di siglatura del Test di Rorschach e cura la traduzione e l'adattamento, insieme a Billa Zanuso, del primo manuale di interpretazione del Rorschach con il metodo Klopfer, ancora in uso nei corsi di laurea in Psicologia.
Svolge attività di docenza presso la scuola di specializzazione in Psicologia Clinica della Facoltà di Medicina e Chirurgia dell'Università Statale di Milano e presso la scuola di specializzazione in Psichiatria della Facoltà di Medicina e Chirurgia dell'Università di Trieste. L'Ordine degli Psicologi del Friuli Venezia Giulia il 2 dicembre 2006 lo insignisce di un premio speciale alla carriera “per aver contribuito a diffondere la psicologia in Italia ed aver contribuito alla formazione di almeno due generazioni di psicologi italiani”. Riceve da Noemi Israel il Premio “Personaggio del labirintismo 2010”.
Oltre ad esercitare come analista e supervisore individuale, ha tenuto gruppi di supervisione e un gruppo sul sogno (un suo gruppo storico, in particolare, è durato quasi trent’anni). Questo gruppo storico ha lavorato con una metodologia che unisce la tecnica dei gruppi Balint con la tecnica di lavoro sul sogno in gruppo di Jung (C. G. Jung, “Seminars on dream analysis”, 1928-1930) in maniera del tutto originale anticipando le teorie che oggi si esprimono nel social dreaming.

### Contributi culturali
All'impegno nell'ambito della psicologia e della psicoanalisi Cusin unisce un interesse ed una ricerca costante, nei campi più svariati, tra cui l'alchimia, la cultura ebraica e la Cabbala. In particolare S. G. Cusin ha studiato il ruolo dell'undicesima sephirot Daat dove vi sarebbe la coincidenza fra Eros e conoscenza. I suoi interessi eclettici, oltre alla capacità di mantenere sempre un atteggiamento intellettuale aperto e curioso, lo portano ad essere anche uno dei maggiori esperti della controversa e profonda figura di Julius Evola, filosofo ed esoterista legato al Fascismo, tanto da venir chiamato a Milano dall'editore Vanni Scheiwiller a moderare la presentazione del saggio “Il cammino del cinabro” di Evola, accanto ad un giovane Umberto Eco, nel 1972.

## Opere
Scritti di argomento psicologico
- S. G. Cusin (1956), La personalità dell’infortunato sul lavoro vista attraverso il test di Rorschach, Atti del III Congresso Internazionale Rorschach, pubblicato sul Vol. V Rorschachiana, 1956 – Xerox Stampa, Milano, 1956 e pubblicato anche su Medicina Psicosomatica n.4/1956, ed. Universo, Roma, 1956;
- S.G. Cusin, M. Novaga (s.d.), Ambiente, personalità e successo nel lavoro di vendita, Rivista di Psicologia Sociale, anno VIII, n. 3 – 4;
- S.G. Cusin, M. Novaga (1962), L'adattamento e la standardizzazione italiana della forma C del 16 PF, Bollettino di Psicologia Applicata, n. 51 – 52 – Giugno- Agosto 1962, ed. O.S., Firenze;
- S. G. Cusin, M. Novaga (1963), Adattamento italiano del Manuale supplementare per la forma C del Questionario dei 16 fattori della personalità, 16 PF test, di R. Cattel, ed. Organizzazioni Speciali, Firenze, 1978
- S.G. Cusin, M. Novaga (1965), Genesi dell’ansia e struttura di personalità, Rivista di Psicologia, anno LIX, fascic. III – Luglio-Settembre 1965, ed. Il Poligrafo, Padova;
- M. Novaga, S.G. Cusin (1975), Individuo e struttura: ruoli ansiogeni nella grande distribuzione, Minerva psichiatrica e psicologica, vol. 16, n. 3, Torino
- S.G. Cusin (1979), Resistenze nel gruppo Balint e crisi dell’istituzione ospedaliera, in Psicologia e ospedale generale, a cura di M. Cesa Bianchi, ed. Franco Angeli, Milano;
- S.G. Cusin, F. Dardi, F. Vidali, I. Cattaruzza (1982), Trapianto, attesa e rigetto nel vissuto del paziente in dialisi, in Atti del II Convegno di Nefrologia e Dialisi – Bardonecchia 17/18 aprile 1982;
- S.G. Cusin, F. Dardi, I. Cattaruzza (1983), Self e non-Self nell’esperienza psicosomatica del trapianto renale, in Atti del III Convegno di Nefrologia e Dialisi – Bardonecchia 24/25 marzo 1983;
- S.G. Cusin, F. Dardi, I. Cattaruzza (1983), L’approccio della psicologia del profondo alla sofferenza somatica: fantasie, sogni e proiezioni del paziente in dialisi in attesa di trapianto, in Atti del III Convegno di Nefrologia e Dialisi – Bardonecchia 24/25 marzo 1983;
- S.G. Cusin, E. Aguglia, M. De Vanna (1991), L’uso clinico del Rorschach, (a cura di), ed. Franco Angeli, Milano;
- S. G. Cusin, B. Zanuso (1994) traduzione e adattamento de La tecnica Rorschach: un manuale introduttivo di B. Klopfer e H.H. Davidson, ed. Giunti, O.S., Firenze;
- S. G. Cusin (1994) Presentazione de “La tecnica Rorschach: un manuale introduttivo” a cura di B. Klopfer e H.H. Davidson, ed. Giunti, O.S., Firenze;
- S.G. Cusin (1998), “La psicoanalisi a Trieste”, in Shalom Trieste. Gli itinerari dell’ebraismo, Comune di Trieste;
- S.G. Cusin (2013), Sessualità e conoscenza, scritti, a cura di A. Cusin e G. Leo, ed. Frenis Zero, Lecce.

Scritti di argomento non psicologico
- S.G. Cusin (2000), “La ‘Kethubbà smarrita’. Un'istituzione marrana poco nota tra diritto pubblico e diritto privato”, in L'identita dissimulata. Giudaizzanti iberici nell'Europa cristiana dell'età moderna, di Pier Cesare Ioly Zorattini, Ed. Leo S. Olschki, Firenze;
- S.G. Cusin (1978), “Antiche sinagoghe triestine”, in Comunità religiose, Istituto dell’Enciclopedia del Friuli Venezia Giulia, Trieste.